# كييل سوبيرغ
كييل سوبيرغ (بالسويدية: Kjell Sjöberg)‏ هو متزلج قفز سويدي، ولد في 11 مايو 1937 في أورنشولدسفيك في السويد، وتوفي بنفس المكان في 10 سبتمبر 2013.

## وصلات خارجية
- كييل سوبيرغ على موقع الاتحاد الدولي للتزلج (القفز التزلجي) (الإنجليزية)
- كييل سوبيرغ على موقع اللجنة الأولمبية الدولية (الإنجليزية)
- كييل سوبيرغ على موقع أوليمبيديا (الإنجليزية)
- كييل سوبيرغ على موقع اللجنة الأولمبية السويدية (السويدية)